# Eduardo Iriarte
Eduardo Iriarte Goñi es un escritor y traductor (Pamplona, 1968) ha traducido novelas y ensayos de autores como Patricia Highsmith, Ian McEwan, Tom Wolfe, Gore Vidal, Philipp Meyer, Kiran Desai, Jon McGregor, Patricia Cornwell, Nancy Huston, Elmore Leonard y Somerset Maugham, entre muchos otros. Asimismo, ha publicado ediciones a su cargo de los poetas W.H. Auden, Louis MacNeice, Stephen Spender, Jack Kerouac o Charles Bukowski, con cuya versión en castellano de Lo más importante es saber atravesar el fuego estuvo entre los finalistas al Premio Nacional de Traducción en 2004
Su primera novela, Simulacros de vida, vio la luz en 2002. Posteriormente ganó el XXIX Premio de Novela Gabriel Sijé con Sombras lentas que caen, que se publicó en 2005, y dos años después se alzó con el Premio de Novela Francisco Umbral con su obra Más allá de la fragua. En 2010 fue galardonado con el III Premio Logroño por Las huellas erradas. La valoración del jurado destacó  su elegancia poética, combinada con un ritmo intenso. Ya falta menos para ayer, publicada en 2013, narra una historia de intriga que transcurre durante las fiestas de San Fermín.
La mirada hostil  es su novela más reciente, un tenso relato que se adentra en miedos que nadie se atreve a confesar.

## Novelas
- La mirada hostil (2020)[5]
- Ya falta menos para ayer (2013)
- Las huellas erradas (2010)
- Más allá de la fragua (2008)
- Sombras lentas que caen (2005)
- Simulacros de vida (2002)

## Premios
- III Premio Logroño de Novela[6]
- XI Premio Francisco Umbral de Novela[7]
- XXIX Premio Gabriel Sijé de Novela[8]
- Finalista al Premio Nacional de Traducción (2004) por Lo más difícil es saber atravesar el fuego, de Charles Bukowski
- Finalista al XXXIV Premio Herralde de novela (longlist) por Los Ahoras (título provisional)

## Traducciones destacadas
De entre sus más de 300 traducciones cabe destacar:
- Diarios y cuadernos, Patricia Highsmith, Anagrana, 2022.
- Sarah Jane, James Sallis, RBA, 2022.
- Buscando problemas, Walter Mosley, RBA, 2022.
- Marcas de nacimiento, Nancy Huston, Galaxia Gutemberg, 2022.
- Abierto toda la noche, Charles Bukowski, Visor, 2022.
- Sol, aquí estoy, Charles Bukowski, Hojas de hierba, 2021.
- Al rojo vivo, Walter Mosley, RBA, 2020.
- Metrópolis, Philip Kerr, RBA, 2019.
- Las campanas no doblan por nadie, Charles Bukowski, Anagrama, 2019.
- El soborno, John Grisham, Círculo de Lectores, 2019.
- Traición, Walter Mosley, RBA, 2018. XII premio RBA de Novela Policiaca.
- Un mal negocio, Paula Daly, Penguin Random House, 2017.
- El valle del óxido, Philipp Meyer, Random House, 2017.
- El alboroto de los pájaros, John Ashbery, Visor, 2016.
- Fragmentos de un cuaderno manchado de vino, Charles Bukowski, Anagrama, 2016.
- El muro de la memoria, Anthony Doerr, Debolsillo, 2016.
- Un año en Roma, Anthony Doerr, Debolsillo, 2016.
- El intruso: Mi vida en clave de intriga, Frederick Forsyth, Plaza & Janés, 2016.
- Todos nuestros nombres, Dinaw Mengestu, Lumen, 2015.
- El hijo, Philipp Meyer, Random House, 2015.
- Faithful Place, Tana French, RBA, 2013.
- El club de lectura del final de tu vida, Will Schwalbe, RBA, 2913.
- Ni siquiera los perros, Jon McGregor, Salamandra, 2012.
- Ausencia del héroe, Charles Bukowski, Anagrama, 2012.
- Cosecha roja, Dashiell Hammett, RBA, 2012.
- Historia de una desaparición, Hisham Matar, Salamandra, 2012.
- El libro de la sal, Monique Truong, Salamandra, 2012.
- Tierra desacostumbrada, Jhumpa Lahiri, Salamandra, 2010.
- El libro de los otros, Zadie Smith (Ed.), Salamandra, 2010.
- La gente parece flores al fin, Charles Bukowski, Visor, 2009.
- La huella del ángel, Nancy Huston, Salamandra, 2009.
- Libro de esbozos, Jack Kerouac, Bruguera, 2008.
- Ausencia presente y otros poemas, Stephen Spender, Lumen, 2007.
- Ensayos escogidos, Gore Vidal, Edhasa, 2007.
- Canción de cuna y otros poemas, W.H. Auden, Lumen 2006.[9]

- Oración antes de nacer, Louis MacNeice, Lumen, 2005.
- Yo soy Charlotte Simmons, Tom Wolfe, Ediciones B, 2005.
- Lo más importante es saber atravesar el fuego, Charles Bukowski, La Poesía, señor Hidalgo, 2003.